# Porella mucronata
Porella mucronata är en mossdjursart som beskrevs av Shunsuke F. Mawatari 1956. Porella mucronata ingår i släktet Porella och familjen Bryocryptellidae. Inga underarter finns listade i Catalogue of Life.